# Collapse OS
Collapse OS（コラプス・オーエス）は、文明が崩壊した後でも、最低限の部品を入手して組み立てれば動作することを意図して開発されたオペレーティングシステムである。
テキストやバイナリを編集したり、さまざまなCPUのアセンブラをコンパイルしたりすることができる。